# Jerod Evans
Jerod X. Evans (geb. 16. Januar 1994 in Dallas, Texas, USA) ist ein American-Football-Spieler auf der Position des Quarterback. In der Saison 2023 spielte er kurzzeitig für die Fehérvár Enthroners in der European League of Football (ELF). Er spielte College-Football an der Virginia Tech. Nachdem er beim NFL Draft 2017 nicht gezogen wurde, unterschrieb er einen Vertrag bei den Philadelphia Eagles in der NFL, später war er bei den Green Bay Packers unter Vertrag.

## Karriere

### College Football
Evans spielte 2013 für die United States Air Force Academy. Nach einem Kreuzbandriss wechselte er zum Trinity Valley Community College.
Nach zwei Jahren bei Trinity Valley wechselte er zu Virginia Tech. Er war auf Anhieb Starting Quarterback. In dieser Saison 2016 kam er auf 3.552 Passing Yards und 846 Rushing Yards und brach damit den Rekord der Virgina Tech. Er warf 26 Touchdown-Pässen und 5 Interceptions. Er führte Virginia Tech mit einem 9-3 (6-2 Coastal) Rekord ins ACC-Championship-Spiel 2016 gegen Clemson. Schließlich gewann er mit Virgina Tech den Belk Bowl gegen die Arkansas Razorbacks.

### National Football League
Evans verzichtete auf sein Abschlussjahr an der Universität und meldete sich für NFL Draft 2017 an. Dort wurde er jedoch nicht ausgewählt.
Am 11. Mai 2017 unterschrieb Evans bei den Philadelphia Eagles einen Vertrag als undrafted Free Agent. Nach einer Fußverletzung wurde er nach drei Tagen auf die Verletztenliste gesetzt und am 22. Mai 2017 entlassen.
Am 17. Oktober 2017 wurde Evans von den Green Bay Packers verpflichtet und in den Practice Squad aufgenommen. Am 19. Dezember 2017 wurde er freigestellt.

### Arena/Indoor Football und Ausland
In der im April stattfindenden Saison 2018 der The Spring League war Evans als Quarterback des Team East.
Am 22. Mai 2018 wurde Evans von den Washington Valor in der Arena Football League (AFL) verpflichtet und am 2. Juli 2018 freigestellt.
Am 6. März 2019 wurde Evans der Baltimore Brigade ebenfalls in der AFL verpflichtet. Am 12. April 2019 wurde er an die Washington Valor abgegeben.
In der Saison 2021 war Evans Quarterback der Tokyo Gas Creators in der japanischen X-League. Dort wurde er als Rookie Offensive of the Year ausgezeichnet.
Evans unterschrieb im April 2022 bei den Vegas Knight Hawks in der Indoor Football League (IFL). Am 15. Juni 2022 wurde er entlassen und fünf Tage späten von den Northern Arizona Wranglers unter Vertrag genommen.
Am 23. April 2023 wurde Evans vom ungarischen Team Fehérvár Enthroners für die European League of Football unter Vertrag genommen. Nach einem Saisonbeginn mit drei verlorenen Spielen gaben die Enthroners die Entlassung von Jerod Evans bekannt.

### Statistiken
College Football
| Jahr                    | Team            | Spiele | Starts | Passspiel | Passspiel | Passspiel | Passspiel | Passspiel | Passspiel | Passspiel | Laufspiel | Laufspiel | Laufspiel | Laufspiel |
| Jahr                    | Team            | Spiele | Starts | Cmp       | Att       | Qte       | Yds       | Avg       | TD        | Int       | Att       | Yds       | Avg       | TD        |
| ----------------------- | --------------- | ------ | ------ | --------- | --------- | --------- | --------- | --------- | --------- | --------- | --------- | --------- | --------- | --------- |
| NCAA Division I         |                 |        |        |           |           |           |           |           |           |           |           |           |           |           |
| 2017                    | Virginia Tech   | 14     | 14     | 268       | 422       | 63,5      | 3.552     | 13,3      | 29        | 8         | 204       | 846       | 4,2       | 12        |
| NCAA D-I Gesamt         | NCAA D-I Gesamt | 14     | 14     | 268       | 422       | 63,5      | 3.552     | 13,3      | 29        | 8         | 204       | 846       | 4,2       | 12        |
| Quellen: stats.ncaa.org |                 |        |        |           |           |           |           |           |           |           |           |           |           |           |

Senior Football
| Jahr                            | Team                | Spiele | Starts | Passspiel | Passspiel | Passspiel | Passspiel | Passspiel | Passspiel | Passspiel | Laufspiel | Laufspiel | Laufspiel | Laufspiel |
| Jahr                            | Team                | Spiele | Starts | Cmp       | Att       | Qte       | Yds       | Avg       | TD        | Int       | Att       | Yds       | Avg       | TD        |
| ------------------------------- | ------------------- | ------ | ------ | --------- | --------- | --------- | --------- | --------- | --------- | --------- | --------- | --------- | --------- | --------- |
| European League of Football     |                     |        |        |           |           |           |           |           |           |           |           |           |           |           |
| 2023                            | Fehérvár Enthroners | 3      | 3      | 35        | 53        | 66,0      | 398       | 7,5       | 4         | 2         | 23        | 125       | 6,6       | 1         |
| ELF Gesamt                      | ELF Gesamt          | 3      | 3      | 35        | 53        | 66,0      | 398       | 7,5       | 4         | 2         | 23        | 125       | 6,6       | 1         |
| Quellen: sportsmetrics.football |                     |        |        |           |           |           |           |           |           |           |           |           |           |           |

## Trivia
Evans’ Bruder Caleb war Quarterback an der University of Louisiana at Monroe. Er spielte bei den Ottawa RedBlacks der Canadian Football League (CFL) und ab 2023 für die Montreal Alouettes in der CFL.